# Scooby-Doo e il lupo mannaro
Scooby-Doo e il lupo mannaro (Scooby-Doo and the Reluctant Werewolf) è un film del 1988 prodotto da Hanna-Barbera. Il film è andato in onda per la prima volta su Rai 1 il 10 ottobre 1991 con il titolo Scooby-Doo e il lupo mannaro riluttante  con il quale viene ancora oggi mandato in onda, a volte, su Italia 1.
Il film è il nono capitolo della serie Hanna-Barbera Superstars 10 composta da dieci film di novanta minuti l'uno prodotta nel 1987 e 1988.

## Trama
In Transilvania, il conte Dracula sta tenendo nel suo castello una riunione con alcuni celebri mostri (composti dal mostro di Frankenstein, sua moglie Repulsa , una Mummia, le Sorelle Streghe, lo Scheletro Groviglio D'Osso , Dr. Jackyll/Mr. Snyde, Fang della Palude e la Drago-mosca) per organizza l'annuale rally automobilistico dei mostri, una corsa su strada senza regole, che premia il vincitore con il premio "Mostro dell'anno" e molti altri macabri premi come annunciato dalla moglie e co-conduttrice di Dracula, Vampiria. Tuttavia, quest'anno, Dracula riceve una cartolina dal Lupo Mannaro in cui si dichiara che si è ritirato in Florida e quindi non parteciperà ad altre gare.
Dracula teme di dover annullare la corsa a causa di questa improvvisa assenza, finché il suo servitore leonino Wolfgang non gli comunica un modo per creare un nuovo lupo mannaro: secondo un vecchio libro degli incantesimi, la luna piena entrerà nella posizione perfetta per trasformare un essere umano in un lupo mannaro ogni cinque secoli, per tre notti consecutive che iniziano la notte successiva. Si scopre che colui che potrebbe diventare il prossimo lupo mannaro non è altro che Shaggy Rogers, che casualmente ha vinto una recente gara automobilistica con l'aiuto della sua squadra ai box, Scooby-Doo, e del suo giovane nipote Scrappy-Doo.
Dracula manda i suoi scagnozzi gobbi, Gob e Gob, in missione in America per trasformare Shaggy in un lupo mannaro e riportarlo al suo castello per la gara. Le prime due notti, il duo non ha successo, ma l'ultima notte, mentre Shaggy è a un film drive-in insieme alla sua ragazza Googie, riescono a esporre Shaggy al chiaro di luna abbassando il tettuccio apribile della sua macchina da corsa personalizzata, trasformando Shaggy in un lupo mannaro. Tuttavia, il singhiozzo di Shaggy lo costringe sorprendentemente ad alternare tra umano e lupo mannaro. Sentendo gli altri spettatori del film parlare di un lupo mannaro libero nel teatro, Scooby si nasconde in un'auto vicina. Dopo aver incontrato Scooby e aver visto il suo riflesso, Shaggy fugge dal drive-in con la sua macchina con Scooby, Scrappy e Googie al seguito, inseguito dagli Sgorbi Gobbi, ma perde il singhiozzo nell'inseguimento e quindi rimane intrappolato in forma di lupo mannaro. Gli Sgorbi Gobbi poi mette fuori combattimento il gruppo con la polvere lunare del loro veicolo, il "Pipi-Cottero", e torna in Transilvania, trainando l'auto.
Rivelandosi, Dracula spiega a Shaggy perché è stato trasformato, ma Shaggy, non avendo alcun desiderio di essere un lupo mannaro, rifiuta di partecipare ai piani di Dracula. Dopo diversi tentativi falliti di estorcere Shaggy, Dracula gli offre un patto: se Shaggy accetta di partecipare alla gara e vince, Dracula lo trasformerà in umano e permetterà a lui e ai suoi amici di andarsene. L'accordo è concluso, ma Dracula non ha intenzione di permettere a Shaggy di avere successo.
Alla banda viene quindi concesso un buon alloggio, trattati come ospiti nel castello e concesso tutto il cibo che desiderano per la colazione. Dracula poi mostra loro la pista che Shaggy dovrà seguire per la gara e acconsente a lasciarli percorrere la pista con la loro macchina da corsa, con l'auto mannara attualmente in fase di manutenzione per Shaggy. Dracula tenta di truccare la pista inviando gli Sgorbi Gobbi a implementare trappole, ma nonostante i loro sforzi, Shaggy completa il percorso con perizia, facendo temere al Conte di poter perdere il suo nuovo lupo mannaro. Successivamente altera l'ippodromo, sabota il carro dei lupi mannari e chiede agli Sgorbi Gobbi di privare Shaggy del sonno.
La mattina dopo, Googie dà energia a Shaggy con un bacio e ripara il carro dei lupi mannari poco dopo l'inizio della gara. Tutti cospirano contro Shaggy e Scooby per tutta la gara, ma grazie a Googie e Scrappy, che seguono con la loro macchina mentre la loro squadra ai box, Dracula, gli Sgorbi Gobbi e gli altri mostri da corsa finiscono per fare più male a se stessi che a lui. Dopo altri tentativi falliti, Dracula perde la pazienza e scatena la sua arma segreta, Genghis Kong, un'imponente bestia simile a una scimmia, per fermare Shaggy. Mentre gli altri corridori si avvicinano al traguardo, Googie e Scrappy tornano e salvano Shaggy e Scooby, quindi entrambe le coppie lavorano insieme per far cadere il mostro sulle altre auto, lasciando a Shaggy un facile percorso verso la vittoria.
Furioso nel vedere che tutti i suoi piani sono falliti, Dracula torna sul suo accordo, affermando che non c'è modo di riportare indietro Shaggy. Tuttavia, dopo che Vampiria rivela che la soluzione è nel libro degli incantesimi di Dracula, la banda ruba il libro e scappa. Dracula li insegue con la sua macchina armata e poi con il suo aereo. I quattro riescono a malapena a schivare i potenti gadget di Dracula e, pochi secondi prima che Dracula abbia la meglio su di loro, scoppia un temporale. L'aereo di Dracula viene colpito da un fulmine, facendolo precipitare nell'oceano sottostante, dove uno squalo lo scaccia.
Tornando a casa, Googie usa il libro per riportare Shaggy in umano. Quella notte, il gruppo si siede per guardare un altro film dell'orrore e mangiare pizza. Nella scena finale, Dracula e gli Sbrobi Gobbi si avvicinano di soppiatto alla loro finestra giurando vendetta, concludendo il film con un cliffhanger.

## Personaggi

### Protagonisti
- Scooby-Doo: alano, zio di Scrappy e migliore amico di Shaggy, insieme al quale partecipa alle gare automobilistiche. Insieme agli altri, viene rapito e portato in Transylvania. Durante il rally sta in macchina con Shaggy e lo aiuta ad affrontare i mostri concorrenti.
- Scrappy Doo: cucciolo di alano, nipote di Scooby-Doo e amico di Shaggy, insieme al quale partecipa alle gare. Viene rapito e portato in Transylvania. Nel corso del rally segue a distanza la macchina di Shaggy insieme a Googie per aiutarlo a superare i tranelli di Dracula.
- Shaggy Rogers: plurivincitore di gare automobilistiche. Viene trasformato in lupo mannaro, rapito e costretto a gareggiare al rally dei mostri, che poi riuscirà a vincere e alla fine ritorna umano. In questo film veste una maglietta rossa e pantaloni blu, contrariamente al suo vestiario abituale. Seppure venga dipinto sempre come un simpatico fifone, dimostra comunque una certa tenacia nel corso del rally.
- Googie: ragazza di Shaggy. Ha gli occhi azzurri e i capelli biondi legati con un cerchiello viola, veste un top dello stesso colore con una gonna turchese. Sostiene Shaggy durante le gare facendogli da cheerleader. Viene rapita insieme al ragazzo dagli Sgorbi Gobbi e durante il rally in Transylvania aiuta Shaggy seguendolo a distanza insieme a Scrappy.

### Mostri
- Dracula: una caricatura del personaggio di Bram Stoker. In questo film viene rappresentato come il re dei mostri. Manda gli Sgorbi Gobbi a trasformare Shaggy in lupo mannaro, cosicché possa prendere parte alla corsa automobilistica dei mostri. Non accetta le sconfitte e non si pone scrupoli, come osservato mentre si infuria quando Shaggy riesce a superare ogni suo tranello.
- Brunch: uno dei due Sgorbi Gobbi, perfido e astuto, seppure impacciato. Ha una maglietta giallo-arancio a strisce viola, capelli scuri e baffetti e porta un monocolo sull'occhio destro. A differenza del compagno, parla normalmente.
- Crunch: secondo degli Sgorbi Gobbi, perfido, impacciato e ottuso. Veste una maglietta verde a strisce blu ed è calvo. Tiene sempre la lingua fuori dalla bocca, per questo motivo parla sbavando e biascicando.
- Mostro ragno
- Frankenstein: una caricatura del mostro ideato da Mary Shelley. In questo film ha una moglie, Repulsa, la quale consiste nella sua versione femminile. Insieme a lei gareggia nel rally dei mostri e tenta di bloccare Shaggy con delle scariche elettriche, ma questo gli fa rimbalzare contro la sua tattica facendolo finire con la macchina in una palude.
- Dr. Jekyll/Mr. Hyde

## Doppiaggio

### Doppiatori originali
- Don Messick: Scooby-Doo; Scrappy-Doo
- Casey Kasem: Shaggy Rogers
- B.J. Ward: Googie; Repulsa
- Hamilton Camp: Dracula
- Rob Paulsen: Brunch
- Frank Welker: Crunch
- Pat Musick: Vanna Pira
- Jim Cummings: Frankenstein; mostro ragno; Genghis Kong; cuoco
- Ed Gilbert: Dr. Jekyll/Mr. Hyde
- Brian Mitchell: Groviglio d'ossa
- Alan Oppenheimer: Mummia
- Joanie Gerber: Dreadonia; Sorella strega

### Doppiatori italiani
- Enzo Consoli: Scooby-Doo
- Willy Moser: Shaggy Rogers
- Roberto Del Giudice: Scrappy-Doo
- Laura Boccanera: Googie
- Saverio Moriones: Dracula
- Wladimiro Grana: Brunch
- Sandro Pellegrini: Crunch
- Angelo Nicotra: Frankenstein
- Rodolfo Bianchi: Dr. Jekyll/Mr. Hyde; voce narrante
- Silvio Anselmo: Mummia
- Ambrogio Colombo: Wolfgang
- Graziella Polesinanti: Sorella strega
- Franco Latini: Mostro ragno